# 朝天委陵菜
朝天委陵菜（学名：Potentilla supina）为蔷薇科委陵菜属下的一个种。

## 别称
萎陵菜（东北植物检索表），仰卧委陵菜（江苏南部种子植物手册）、铺地委陵菜（秦岭植物志），鸡毛菜（东北）

## 变种
三叶朝天委陵菜（学名：Potentilla supina）是蔷薇科委陵菜属的植物。分布于俄罗斯远东地区以及中国大陆的河南、河北、江苏、安徽、云南、四川、黑龙江、甘肃、江西、贵州、山西、新疆、陕西、广东、辽宁等地，生长于海拔100米至1,900米的地区，常生于河岸沙地、水湿地边、荒坡草地和盐碱地。

## 扩展阅读
維基物種上的相關：朝天委陵菜